# Bandkeramische Siedlung (Mühlengrund in Rosdorf)

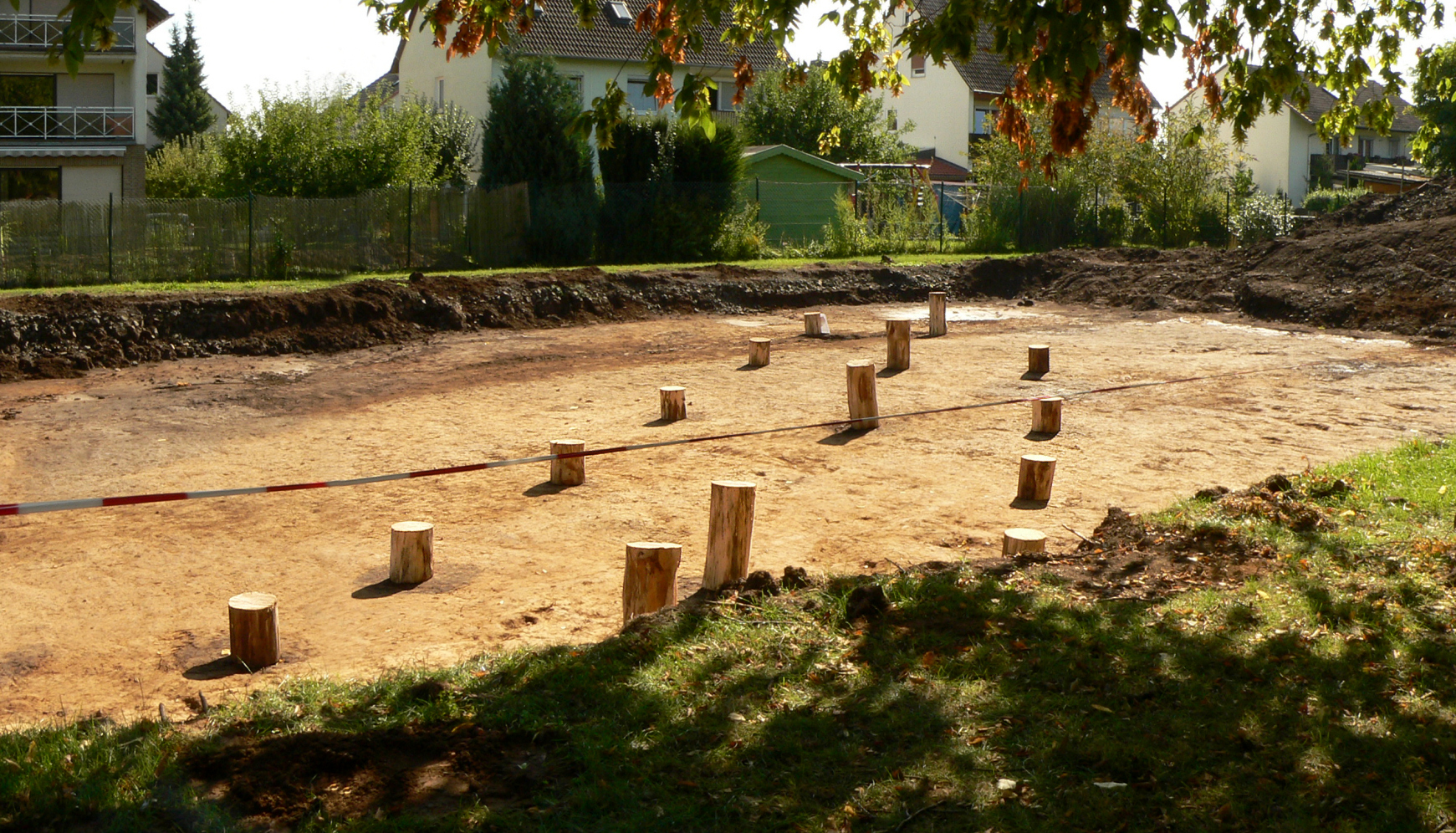
Grabungsfläche der bandkeramischen Siedlung auf dem Mühlengrund mit rekonstruiertem Hausgrundriss anhand von Holzstämmen über Pfostenlöchern, 2016

Die bandkeramische Siedlung auf dem Mühlengrund in Rosdorf ist ein jungsteinzeitlicher Siedlungsplatz der Bandkeramischen Kultur in Rosdorf bei Göttingen in Niedersachsen.
Die zwischen 5500 und 5000 v. Chr. entstandene Siedlung zählte zur ersten bäuerlichen Kultur in Mitteleuropa. In den 1960er Jahren wurde der Siedlungsplatz innerhalb des Ortes großflächig ausgegraben. 2016 fand eine erneute Ausgrabung auf einer kleineren Fläche statt.

## Fundstelle

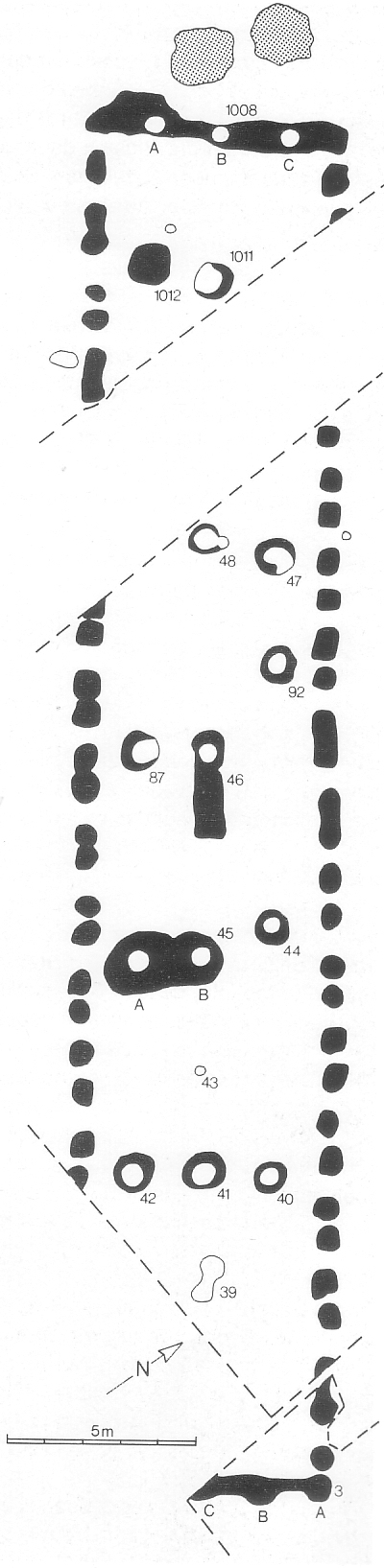
Gebäudegrundriss eines Baus mit 35 Metern Länge und 6,5 Metern Breite

Die Fundstelle liegt an der Straße Mühlengrund innerhalb der Ortschaft Rosdorf. Sie befindet sich auf einem Lössrücken, der eine Ausdehnung von etwa 400 × 800 Metern aufweist und sich in Ost-West-Richtung erstreckt. Der Löss hat hier eine Mächtigkeit von bis zu 7 Metern; darüber liegt als Oberboden 40 bis 70 Zentimeter fruchtbare Schwarzerde. Bis ins Mittelalter war die Lössinsel von einer feuchten Niederung umgeben, die erst durch die Regulierung von Bach- und Flussläufen trocken fiel. Heute fließt nördlich der Fundstelle der Bach Rase. In den 1960er Jahren entstanden auf dem jungsteinzeitlichen Siedlungsplatz ein weitläufiges Neubaugebiet und ein Schulkomplex.

## Forschungsgeschichte
Rosdorf geriet 1962 in den Fokus von Archäologen, als ein Mitarbeiter des Agrikulturchemischen und bodenkundlichen Instituts der Universität Göttingen bei Bauarbeiten in eisenzeitlichen Abfallgruben umfangreiches Fundmaterial geborgen hatte. Im Folgejahr 1963 beobachtete derselbe Mitarbeiter beim Bau der Mittelpunktschule in Rosdorf Bodenverfärbungen, die auf vorgeschichtliche Siedlungsreste deuteten. Daraufhin kam es 1963 zu einer Rettungsgrabung. Die Grabung wurde anschließend auf das Umfeld ausgedehnt, wo sich die Siedlungsreste fortsetzten. Da bereits Grundstücke bebaut waren, war das etwa 250 × 500 Meter große Untersuchungsgebiet nicht zusammenhängend, sondern bestand aus 36 Einzelflächen mit insgesamt 23.000 m². Die Ausgrabungen hatten den Charakter von Notbergungen, da durch die Baumaßnahmen ein erheblicher Zeitdruck bestand. Die Grabungen, die erst 1970 abgeschlossen waren, führten Studierende des Seminars für Ur- und Frühgeschichte der Universität Göttingen durch. Eine zusammenhängende wissenschaftliche Auswertung der Ausgrabungen liegt bis heute (2016) nicht vor.
Im Jahr 2016 kam es zu einer erneuten Ausgrabung im Bereich des Schulgrundstücks unter Leitung des Archäologen Eberhard Kettlitz. Es handelte sich um eine Rettungsgrabung, die der Landkreis Göttingen als Grundstückseigentümer durch ein Grabungsunternehmen vornehmen ließ. Sie war durch eine geplante Neubebauung erforderlich geworden. Dafür sah der Landkreis 200.000 Euro in seinem Haushaltsplan vor. Die dreimonatige Grabung betraf eine Fläche von etwa 3200 m². Sie  führte zu rund 300 Befunden.

## Befunde

### Gebäude
Bei den ersten archäologischen Untersuchungen in den 1960er Jahren trugen die Archäologen zunächst den dunklen Oberboden aus Schwarzerde ab und legten auf dem gelben Löss eine plane Fläche an. Darin zeichneten sich die einstigen Holzpfosten als kreisförmige dunkle Verfärbungen ab. Sie waren durch Schwarzerde entstanden, die von oben in den Raum des vergangenen Holzes eingesickert ist. Es konnten die Grundrisse von 52 Häusern der Linienbandkeramik (5500–5000 v. Chr.) festgestellt werden.
Wie in anderen Siedlungen dieses Typs war auch in Rosdorf der Laufhorizont, in dem sich in der Regel Haushaltsgegenstände und Herdstellen finden, wegen der Erosion der Lössböden nicht erhalten. Obwohl die Rekonstruktion der aufgehenden Hausteile erschwert wurde, ließen die Befunde auf ebenerdige, rechteckige Pfostenhäuser schließen, deren Dächer durch Dreiständerreihen getragen wurden. Dabei bildete der mittlere Ständer den Dachfirst. Die Pfosten waren ursprünglich bis zu 2 Meter tief in den Boden eingegraben. Die Außenwände bestanden aus lehmverputztem Flechtwerk.
Bei den Gebäuden kamen überwiegend Großbauten mit bis zu 35 Metern Länge und etwa 7 Metern Breite vor. Es gab nur wenige Kleinbauten. Die Gebäudeausmaße variierten zwischen 4 und 35 Metern Länge sowie zwischen 5 und 7 Metern Breite. Die Giebel der größeren Gebäude waren überwiegend nach Nordwesten bzw. Südosten ausgerichtet.
Zwischen den Hausgrundrissen liegen Gruben. Sie dürften bei der Entnahme von Lehm für den Wandputz der Flechtwerkwände entstanden sein. Eventuell hatten sie auch eine Bedeutung als Drainage. Im Laufe der Zeit wurden sie mit Substanzen verfüllt, die die Archäologen für Abfall halten. Durch diese Funde ist eine zeitliche und kulturelle Einordnung der Siedlung möglich.

### Keramik- und Steinfunde

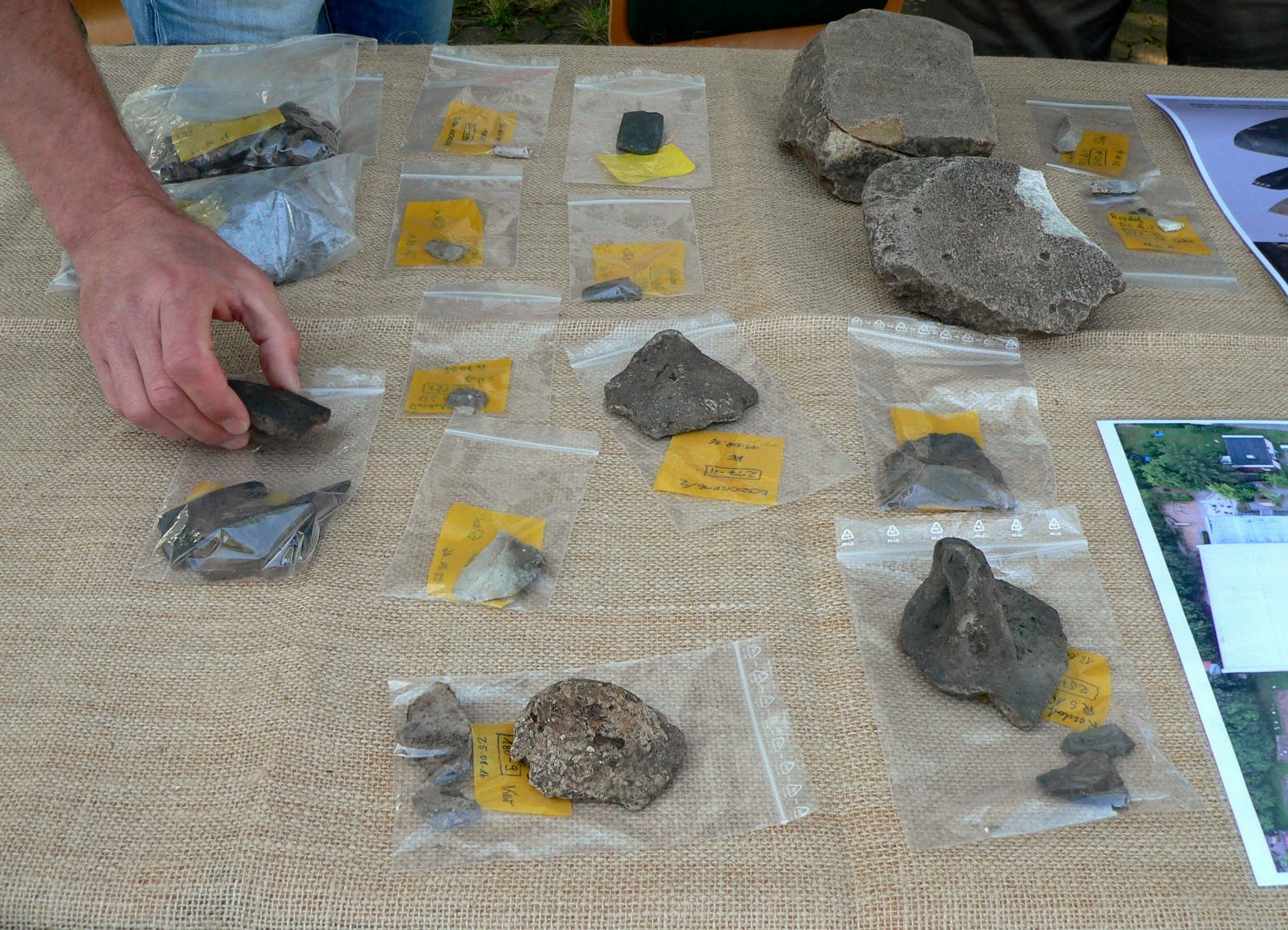
Auswahl an Fundstücken der Ausgrabung von 2016

Das Fundmaterial stammt überwiegend aus den Gruben, die sich neben den Gebäuden befanden. Keramischer Nachlass bildet den Großteil der Funde. Der bei den Keramikgefäßen verwendete Ton ist fein geschlämmt, hat eine geglättete Oberfläche und weist geringe Wandstärken auf. Manche Keramikbruchstücke lassen sich zu Schalen, flachen Gefäßen, Kümpfen und großen Vorratsgefäßen ergänzen. Verzierungen kommen eingeritzt, eingestochen und modelliert vor. Bänder aus Ritzlinien bilden das Motiv, das der Linienbandkeramik ihren Namen gab. Nur in Einzelfällen ließen sich in den Ritzlinien weiße und rote Farbreste feststellen, die auf eine farbige Verzierung schließen lassen. Zum Färben wurde wahrscheinlich Roteisenstein und Braunstein verwenden; beide Steinarten zählten zu den Fundstücken.
Spinnwirtel aus Ton bezeugen die Textilherstellung. Einige Schleifsteine, wenige Artefakte aus Knochen und Geweih und unbearbeitete Steine, die zum Teil in mehr als 10 Kilometern Entfernung zu finden sind, ergänzen des Fundmaterial. Die zahlreichen Mahlsteine aus Mühlenquarzit dienten zum Mahlen des Getreides. Die Mahlsteine stammten von der Erhebung Kattenbühl im 20 km entfernten Hann. Münden.
Im Vergleich zu anderen bandkeramischen Siedlungsplätzen wurde in Rosdorf eine geringe Anzahl an Steingeräten geborgen. Dazu zählen geschliffene Flachhacken und sogenannte Schuhleistenkeile aus Felsgestein. An Artefakten aus Feuerstein wurden nur 140 Stücke gefunden. Die geringe Anzahl ist durch das Fehlen von Feuersteinvorkommen in der Nähe des Siedlungsplatzes begründet, die auf Lössboden nicht vorkommen. Untersuchungen ergaben, dass der verwendete Flint beim 50 km entfernten Alfeld und bei der 16 km entfernten Bramburg vorkommt. Feuerstein wurde vor allem zu Klingen verarbeitet. Ein Teil davon dürfte, wie Gebrauchsspuren anzeigen, zu Sicheln zusammengesetzt gewesen sein. An den Klingen fand sich sogenannter Sichelglanz. Er entsteht durch häufiges Schneiden von siliciumhaltigen Pflanzen, wie z. B. Schilf, das zur Abdeckung von Hausdächern verwendet wurde.

### Pflanzenreste und Knochenfunde
Um Erkenntnisse zu den angebauten Pflanzensorten und damit über die pflanzliche Kost der damaligen Bewohner zu erlangen, wurden Bodenproben entnommen. Sie hatten mit 580 Proben einen erheblichen Umfang, darunter eine Charge von 83 Proben mit der Masse 2,05 Tonnen.
Die archäobotanische Auswertung der Bodenproben ergab:
- Emmer und Einkorn
- Nackt- und Spelzgerste
- Erbse
- Linse und Lein

Als Wildfrucht wurde die Haselnuss gesammelt.
Bestattungsplätze wurden nicht gefunden. Dagegen lagen in einer Grube die Skelettreste eines Kindes im Alter von etwa 5 Jahren. Funde von Tierknochen belegen den Haustierbestand. Besondere Bedeutung kam dem Rind zu, das sich durch eine für diese Zeit erhebliche Größe auszeichnet. Daneben sind das Hausschwein und (bei dem gefundenen Knochenmaterial noch nicht unterscheidbar) das Schaf oder die Ziege vertreten. Die Jagd auf Wildtiere spielte eine untergeordnete Rolle.

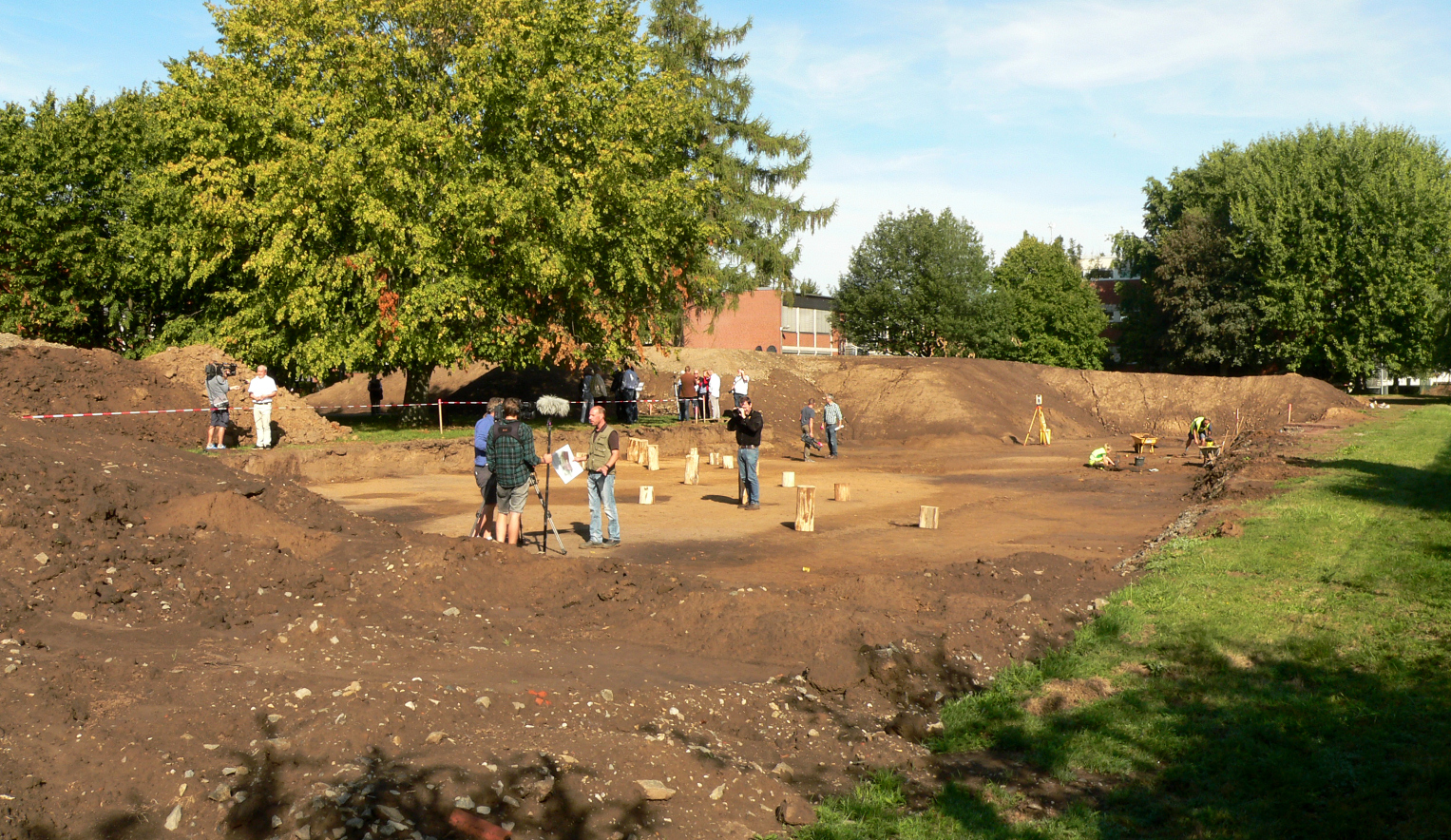
Grabungsfläche auf dem Schulgrundstück, 2016

### Ausgrabung 2016
Bei der Ausgrabung von Juli bis September 2016 auf dem Schulgrundstück konnten 300 Befunde festgestellt werden, darunter Siedlungsgruben und drei neue Hausgrundrisse. Von den Häusern zählen zwei zur älteren Phase und eins zur jüngeren Phase der Bandkeramik. Zu den geborgenen Fundstücken zählen Gebrauchsgegenstände aus Keramik und Stein. Die gefundenen Keramikfragmente weisen die typischen Verzierungsformen der Bandkeramik mit eingeritzten Bändern auf. Anhand der Verzierungen lassen sie sich der mittleren Stufe der Bandkeramik zwischen 5300 und 5150 v. Chr. zuordnen. Unter den Steinartefakten finden sich Sichelklingen, eine Pfeilspitze aus Feuerstein, Dechselklingen sowie Steinkeile zur Holzbearbeitung.

## Resümee
Die Altgrabungen in den 1960er Jahren und die Neugrabung 2016 führten zu insgesamt 55 festgestellten Hausgrundrissen aus der Zeit der bandkeramischen Kultur, wobei die tatsächlich vorhanden gewesene Anzahl höher gewesen sein dürfte. Man schätzt anhand der C14-Datierungen die bandkeramische Besiedlungsdauer in Rosdorf auf etwa 700 Jahre. Es wird angenommen, dass zeitgleich nicht mehr als drei oder vier Häuser bestanden. Von einem geschlossenen Dorf ist nicht auszugehen, sondern von Einzelhöfen in lockerer Streuung. In späteren Zeitepochen gab es an der Fundstelle weitere nicht kontinuierliche Besiedlungen, worauf Siedlungsreste aus der Bronzezeit, der Eisenzeit, der Latènezeit und der Römischen Kaiserzeit deuten.
Bei der bandkeramischen Siedlung auf dem Mühlengrund handelt es sich um die bisher größte archäologisch untersuchte Siedlung aus der Steinzeit in Niedersachsen, ebenso die bisher größte untersuchte Siedlung im nördlichen Randbereich des Verbreitungsgebietes der bandkeramischen Kulturen in Mitteleuropa. Insgesamt ist die Siedlung nicht vollständig ausgegraben worden, was auch in der bereits erfolgten Teilbebauung des Siedlungsplatzes begründet ist. Außerdem wurden bei den Untersuchungen die Siedlungsgrenzen im Norden und Westen nicht erreicht. Durch die bisherigen Untersuchungen konnten Ackerbau und pflanzliche Ernährung der ersten Ackerbauern und Viehzüchter in Südniedersachsen analysiert werden. Daher sind die Ergebnisse der Ausgrabungen für die Erforschung der Linienbandkeramik von überregionaler Bedeutung.